# Voormelk

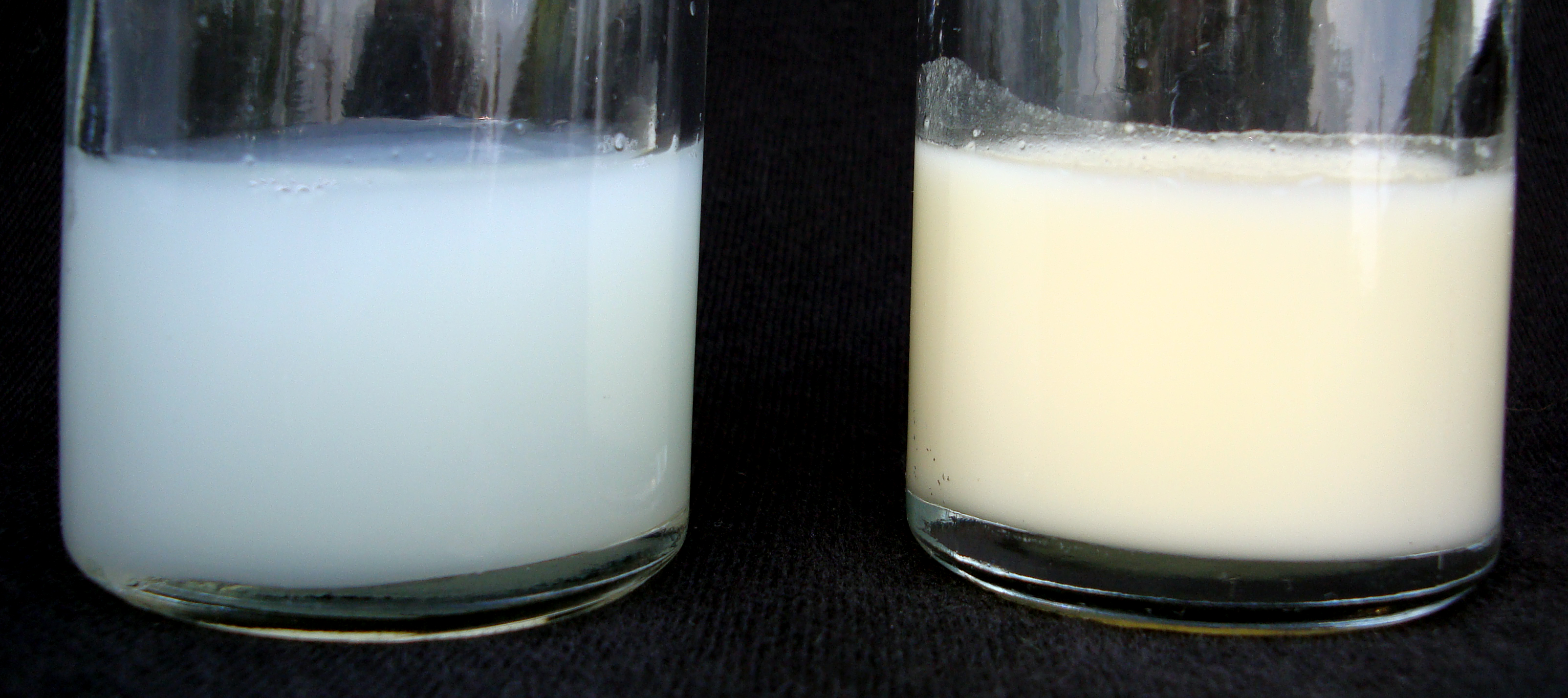
Links voormelk; rechts achtermelk

Voormelk is de eerste melk bij een borstvoeding. Deze lijkt wat wateriger, en kan een beetje blauw van kleur zijn. Deze voormelk lest de dorst van de baby en nodigt hem uit te blijven drinken. Als de baby dan even aan de borst heeft liggen drinken, komt bij de moeder meestal een toeschietreflex vrij, waarna de melk steeds vetter en voedzamer wordt. Voormelk bevat minder vet vergeleken met de gehele voeding, maar bevat wel alle vitamines, mineralen e.d. 
De blauwe kleur en het waterige uiterlijk zeggen niets over de kwaliteit en samenstelling van de moedermelk, die in principe altijd goed is. De begrippen voormelk en achtermelk zijn nog steeds in zwang maar in feite zijn het niet twee verschillende soorten melk, maar drinkt het kind moedermelk die in de loop van het drinken steeds vetter wordt.